# Hegyi Ibolya
Hegyi Ibolya (Budapest, 1953. november 11. – 2016. március 14.) magyar iparművész, textilművész. A gobelinművészet egyik kiemelkedő alakja.

## Életútja
Felsőfokú tanulmányokat a Magyar Iparművészeti Főiskolán folytatott (1972–1978). 2003–2006 között elvégezte a Moholy-Nagy Művészeti Egyetem Doktori Iskoláját, iparművészet-elméletet tanult. 2008-ban "Summa Cum Laude" védte meg doktori disszertációját, s elérte a DLA fokozatot. Mind elméleti, mind gyakorlati munkájában korunk európai tradíciójú szövött kárpit funkció- és pozícióváltásai, nyelvi metamorfózisa foglalkoztatja. Doktori tanulmányai alapján készült könyve 2012-ben jelent meg, amelyben a méltán híres mai magyar kárpitművészetet a modern európai/amerikai kárpitművészeti áramlatok fő sodrába illeszti. Kurátora és titkára a "Dobrányi Ildikó Alapítvány"-nak.
Először az 1980-as szombathelyi textilbiennálén aratott nagy sikert. Francia gobelin-technikával szőtt Nagyítás című munkájával tűnt fel. Előhívás címmel vált ismertté, 20 x 20 centis kompozíciókból sorrá rendezett „hármas-képe”, amely a szakmai törekvések sokszor reprodukált emblémája lett: az alulexponált, a normál és a beégett férfiarckép hármasát számos kézikönyv és folyóirat közölte. További hazai és nemzetközi sikereinek hátterében bravúros technikai tudása, a klasszikus kárpit nyelvének önmagán belüli megújítása húzódik. Az általa felhasznált anyagok közül a legfontosabb a gyapjú és a selyem, emellett dolgozik még lennel és fémszállal is, ezen anyagokból készült munkái például a föld és az ég szimbólumai (Himnusz, 1996; Táj, 2000, Aranykor, 2002, Aquamarin, 2002; Tejút, 1999).
Itthon és külföldön is kiállításokon méreti meg alkotásait, számos múzeum és magángyűjtemény őrzi kárpitjait, köztük a budapesti Magyar Iparművészeti Múzeum, a székesfehérvári István Király Múzeum, a budapesti Raiffeisen Gyűjtemény, a kaposvári Rippl-Rónai Múzeum, a szombathelyi Savaria Múzeum, az esztergomi Keresztény Múzeum.
Hosszas betegség után 2016. március 14-én érte a halál.

## Fontosabb előadásai
- 2012   A szövött kép – az európai művészet évszázadainak tükrében, Magyar Nemzeti Galéria;
- 2011   The Hungarian Tradition of Tapestry in the 20th Century, Moholy-Nagy University of Art and Design;
- 2009   Ildiko Dobranyi, Ildiko Dobranyi exhibition in Oudenaarde;
- 2009   Plea for Broader Cooperation, ETN Conference Hasslach;
- 2008   Collective Experience of Tapestry;
- 2008   Tapisserie Contemporaine et Art Textile en Europe Academie des Beaux-Arts, Paris;
- 2008   „Szövött idők”, doktori védés, MOME Ponton Galéria, Budapest.

## Kötetei, szerkesztései (válogatás)
- Europa Szövete / Web of Europe; 71 oldal, A Dobrányi Ildikó Alapítvány kiadványa, Budapest, 2011. ISBN 978-963-08-7610-0
- Az idő szövete. Doktori disszertáció. Moholy Nagy Művészeti Egyetem (MOME), Budapest, 2008.[2]
- Mindörökké : a kárpit méltósága : [Esztergomi Keresztény Múzeum, 2008. szeptember 7 - október 30.] / Dobrányi Ildikó ... ; [... rend. Kontsek Ildikó] ; [... szerk. Hegyi Ibolya, Kontsek Ildikó] ; [ford. ... Chris Sullivan] Esztergom : Keresztény Múz., 2008. 43 p. ill., színes
- Európa szövete : egy tizennyolcadik századi brüsszeli kárpit kortárs parafrázisai : [Musées Royaux d'Art et d'Histoire, Bruxelles, 2011. május 20 - augusztus 14.] : [Iparművészeti Múzeum, Budapest, 2011. október 13 - november 27.] / [szerk. ... Hegyi Ibolya, Schulcz Katalin] ; [közread. az] Iparművészeti Múzeum, Dobrányi Ildikó. Budapest : Iparműv. Múz. Dobrányi I. Alapítvány, 2011. 102 p. ill., főként színes

## Fontosabb publikációi
- Az idő szövete. Az európai tradíciójú szövött kárpit metamorfózisai; 159 oldal, Scolar kiadó, Budapest, 2012. ISBN 978-963-244-363-8
- Ildikó Dobrányi (1948-2007) ATA Tapestry Topics, Winter 2008
- Hegyi Ibolya: AZ IDŐ SZÖVETE - Az európai tradíciójú szövött kárpit pozícióváltásai és nyelvi metamorfózisa az ezredfordulón - Doktori Értekezés, Moholy Nagy Művészeti Egyetem, Budapest, 2008.
- Alternatív reneszánsz : Dobrányi Ildikó (1948-2007) kárpitművész. In: Magyar Iparművészet, 2008/II. 20-22
- Rebirth and Tradition. Tapestry Topics, Winter 2007
- A kárpit nyelvének változása az ezredfordulón. in: Tillmann J.A. (szerk.) Térformálás Tárgyformálás 3, Terc, Budapest, 2007
- Kárpit 2 nemzetközi kiállítás a Szépművészeti Múzeumban. Magyar Iparművészet, 2006/1
- Kárpit 2 - "Átváltozások" Múzeumi Hírlevél, 2005 január
- Kézzel az elektronika korában. Múzeumi Hírlevél, 2004 április
- A fonal művészete, a művészet fonala. Magyar Iparművészet, 2003/2

## Kiállításai (válogatás)

### Egyéni
- 1991 • Fészek Klub, Budapest
- 1993 • Balassi Kiadó Galériája, Budapest
- 1994 • Péter-Pál Galéria, Szentendre
- 1996 • Országos Műemléki Hivatal, Budapest
- 1999 • Dorottya Galéria, Budapest
- 2008 • MOME Ponton Galéria
- 2017 • Hegyi Ibolya: Szövött Idők – Emlékkiállítás, Keresztény Múzeum, Esztergom

### Csoportos
- 1983 • Modern Magyar Textilművészet, Moszkva (Szovjetunió)
- 1985 • Magyar Gobelin 1945-1985, Műcsarnok, Budapest
- 1986 • Magyar Gobelinek, Riga (Lettország)
- 1989 • Magyar Textilek, Párizs (Franciaország)
- 1992 • Hungary Festival in Japan „92”, Metropolitan Art Space, Tokió (Japán)
- 1993 • Deuxieme Triennale Internationale de Tournai, Tournai (Belgium)
- 1994 • Festival International de la Tapisserie, Beauvais (Franciaország)
- 1996 • Magyar Textilek, Gallery Blackfish, Portland (USA); Szövött Himnuszok, Sándor Palota, Budapest
- 1998 • American Tapestry Biennial II, Atlanta (USA)
- 1999 • Festival International de la Tapisserie, Beauvais (Franciaország)
- 2000 • American Tapestry Biennial III., Cincinnati (USA)
- 2001 • KÁRPIT – Nemzetközi Millenniumi Kortárs Kiállítás, Szépművészeti Múzeum, Budapest
- 2002 • Festival International de la Tapisserie, Beauvais (Franciaország); American Tapestry Biennial, IV., Vancouver
- 2003 • L'Art de la Fibre, Fibre de l'Art, az ARELIS kiállítása Párizsban, Párizs
- 2004 • By Hand in the Electronic Age, The Textile Museum, Washington D.C. (USA)
- 2005 • ARTAPESTRY, Aalborg (Dánia) • KÁRPIT2 / Átváltozások, Szépművészeti Múzeum, Budapest
- 2006 • ARTAPESTRY, Musée Jean Lurçat, Angers (Franciaország)
- 2007 • American Tapestry Biennial VI, Textile Museum, San Jose, Kalifornia (USA)
- 2008 • Dia Logue, Tapestry Competiton, Tournai (Belgium)
- 2009 • Artapestry2, Musée Jean Lurçat, Angers (Franciaország).
- 2013 • New Art of the Loom,  Hilliard University Art Museum, Lafayette (USA).
- 2013 • New Art of the Loom,  Musée des Maîtres et Artisans du Québec, Québec (Canada).
- 2014 • Asie-Europe2, Musée Jean Lurçat, Angers (Franciaország).
- 2014 • Asie-Europe2, Deutsches Textilemuseum, Krefeld (Németország).
- 2017 • KÁRPIT3 – Nemzetközi Kortárs Kiállítás, Vigadó Galéria, Budapest

## Díjak, elismerések (válogatás)
- 1992, 2000 • Szombathelyi Biennále díja
- 2005 • KÁRPIT2 különdíj
- 2008 • Ferenczy Noémi-díj (2008)